# Shyima Hall
Shyima Hall (Alejandría, 29 de septiembre de 1989) es una activista estadounidense,  es conocida por abogar contra la trata de personas compartiendo sus experiencias personales como esclava infantil. A los ocho años de edad, fue vendida como esclava por sus padres a una familia rica en El Cairo. Hall fue dada a la familia con el fin de pagar la deuda de su hermana mayor de unos treinta dólares. Trabajó para Abdel Nasser Eid Youssef y Amal Admed Elis-Abd El Motelib durante dos años entre otros esclavos. La familia se mudó a Irvine, California, donde Hall fue obligada a vivir en una pequeña habitación en el garaje de la familia y hacer tareas para los cinco hijos de la familia. Fue maltrata física y psicológicamente, además de ser explotada y trabajar 18 horas al día, los 7 días a la semana. Un vecino reportó sus sospechas a los servicios de protección infantil. En 2002, los oficiales de inmigración entraron en la casa de sus captores y se llevaron a Shyima. Fue colocada en una casa hogar temporal y vivió con tres familias de acogida hasta los 18 años. En 2014, ella y Lisa Wysocky publicaron Hidden Girl, que detallaba su infancia como un esclava.

## Infancia

### Alejandría, Egipto
Nacida en Alejandría, Egipto, Hall era la séptima hija de once en total. Ella fue vendida a Abdel Nasser Youssef Ibrahim y Amal Ahmed Ewis-Abd El Motelib por su madre cuando tenía ocho años. Su hermana mayor les había robado dinero cuando trabajaba para ellos, y para pagar la deuda, su familia decidió que Shyima compensara el robo. Hall escribe en su libro Hidden Girl: "... éramos muy pobres pero felices, todo estaba bien".

### El Cairo
Al describir a la familia que la esclavizó, Hall dice que "eran una familia muy rica ... Tenían cinco hijos, tres niñas y dos niños, gemelos, eran personas muy poderosas en Egipto". En su casa de El Cairo, Hall afirma que su trabajo era lavar los platos, cuidar a los gemelos y recibir órdenes de Abdel Nasser Youssef Ibrahim y Amal Ahmed Elis-Abd El Motelib. Ella recuerda entre las cinco a siete otras personas que trabajaban en el hogar de la familia, ella era la única niña. Hall permaneció en El Cairo, Egipto durante casi un año y medio hasta que el padre se metió en problemas con el gobierno egipcio y decidió trasladar a la familia a Estados Unidos. Hall dice que los Ibrahims se acercaron a sus padres y explicaron que debido a que Shyima no había terminado de pagar la deuda de la familia, tendría que mudarse con ellos a Estados Unidos. Ella recuerda a sus padres prometiéndole que solo estaría en los Estados Unidos durante seis o siete meses. Afirma que la familia le enseñó qué decir si alguien cuestionaba su pasaporte en el aeropuerto. Recuerda la última vez que vio a sus padres cuando la vieron en el aeropuerto. Ella voló con un hombre que sólo había conocido una vez que pretendió ser su padrino. Hall dice que en el aeropuerto, la seguridad no se dio cuenta de ella en absoluto ni cuestionó a la seguridad del hombre que se planteó como su padrino.

### Irvine, California
Shyima Hall llegó a los Estados Unidos en 2000, estuvo dos años bajo el cautiverio de Ibrahims, en la nueva casa de Irvine, California. Shyima fue la única esclava a cargo de la gran casa de la familia. Abdel Nasser Youssef Ibrahim y Amal Ahmed Elis-Abd El Motelib la mantuvieron en una habitación en el garaje. Hall dice que no tenía nada más que una manta, una cama y una luz en su habitación. Según Hall, su rutina diaria consistía en despertar a las cinco de la mañana, preparar a los niños para la escuela y limpiar la casa. Hall recuerda haber intentado lavar su ropa en la lavadora cuando Amal Ahmed Elis-Abd El Motelib se lo prohibió porque su ropa no era digna de lavarse en máquina.
En los dos años que vivió con los Ibrahims, Hall habló con sus padres dos veces por teléfono. Cuando se acercaban extraños en público, los niños de Ibrahim decían que Hall era una hermanastra.

## Rescate
El 9 de abril de 2002, al notar que Hall nunca salió de la casa o fue a la escuela, un vecino llamó a Child Protective Services. Tres días después, la policía entró en la casa de Ibrahim. Hall fue puesta bajo custodia de la policía pero se negaba a cooperar debido a que sus captores la habían convencido de que no debía confiar en las autoridades.
Shyima fue colocada en una casa hogar en el Condado de Orange. Un día después, la policía la contactó con sus padres en Egipto, quienes, según su autobiografía, dijeron: "¿Cómo te atreves a dejar la casa de esas personas que te trataron tan bien y como parte de su familia?".  Hall arremetió furiosa y enumeró las cosas que le hicieron pasar los Ibrahim. Finalmente, rompió en llanto y la llamada fue cortada.

## Juicio a la pareja Ibrahims
El caso de Hall duró de 2001 a 2007. La hermana mayor de Hall llegó a testificar contra ella y apoyó a los Ibrahims. Los Ibrahims se declararon culpables y fueron sentenciados a tiempo en prisión. Amal Ahmed Elis-Abd El Motelib recibió veintidós meses de prisión y fue deportada a Egipto junto a sus hijos, mientras Abdel Nasser Youssef Ibrahim recibió una sentencia de tres años de prisión. Además, debieron pagar $76,137 dólares a Shyima, lo que le correspondía por "trabajar" 21 meses para ellos como empleada doméstica.
El caso de Hall fue el primer caso federal de trata de personas en el Condado de Orange.

## Hogares adoptivos
Shyima Hall había vivido con un total de tres familias adoptivas. Sus primeras dos familias eran musulmanas, las cuales no le permitían hablar inglés y era obligada a participar en los cultos. Incluso en una ocasión, al visitar la mezquita, se encontró con sus captores. Harta de vivir con musulmanes, Shyima decide volver al albergue hasta ser asignada a una familia católica, donde se sintió más cómoda. Fue adoptada por Steve y Patty Hall, su tercera familia adoptiva. Shyima describe que no se sentía muy bien junto a Patty, pues no compartían opiniones y era muy agresiva. Debido a las constantes peleas entre sus padres y los desacuerdos con ellos, decide independizarse. Años después, sus padres se divorcian, Shyima mantiene comunicación únicamente con su padre adoptivo, aunque sea una relación lejana. Ella explica que perdió la confianza en sus padres cuando se enteró de que gastaron todo el dinero que recibió en el juicio sin su autorización, monto que deseaba usar para inscribirse a la universidad.

## Activismo
El 21 de enero de 2014, Hidden Girl fue publicada por Simon and Schuster. El libro fue coescrito por Shyima Hall y Lisa Wysocky. El libro de Hall detalla su vida desde antes de su captura hasta obtener la ciudadanía. Hall ha hecho múltiples apariciones y charlas en escuelas secundarias y universidades en todo Estados Unidos. Ella ha aparecido en un panel para traer la conciencia para el tráfico humano para el Tribunal de Apelaciones de Estados Unidos para el noveno circuito. Aboga contra la trata de personas compartiendo su historia de su cautiverio y rescate.

## Vida actual
Shyima es ahora ciudadana de los Estados Unidos y actualmente vive junto a su esposo Daniel y sus tres hijas Athena, Isabella y Eva en California.